# Taperus apicalis
Taperus apicalis är en insektsart som beskrevs av Li och Wang 1994. Taperus apicalis ingår i släktet Taperus och familjen dvärgstritar. Inga underarter finns listade i Catalogue of Life.